# Palladium (песня Грейсона Ченса)
Palladium — песня, написанная американским автором и исполнителем Грейсоном Ченсом в соавторстве с американским автором Джейсоном Ривзом (англ. Jason Reeves). Песня была выпущена 23 июня 2022 года в качестве первого сингла с одноимённого сольного студийного музыкального альбома Ченса, выпуск которого планируется в сентябре того же года. Данная работа музыканта была выпущена на лейбле «Lowly Palace».
Ровно через неделю после выхода сингла, 30 июня 2022 года, Ченс объявил о том, что одноимённый студийный альбом выйдет в свет в сентябре 2022 года. Кроме того, европейские концерты в июле, а также дополнительные выступления в октябре-декабре 2022 года в США и Канаде объединяются в гастрольный тур с таким же названием — «Palladium Tour».

## История
В 2017—2019 годах Ченс посещал Университет Талсы, где обучался по специальности «История Византийской империи». Античная мифология и история Древней Греции сильно повлияли на музыканта и вдохновляли его с тех пор, как он начал их изучать. Так Ченс описывает значение песни для него самого:
Грейсон Ченс: Песня вдохновлена древнегреческим мифом, который я исследовал, когда учился в колледже, изучая археологию. Когда я писал текст, я думал о том, как миф отразился на моей собственной жизни. Palladium — это защита самых священных частей себя, в данном случае — моего творчества как артиста. На протяжении всей моей карьеры [до сих пор] мне говорили, как должна звучать моя музыка. И с этой песней и с этим альбомом я вырезал весь этот шум.
Оригинальный текст (англ.)
The song is inspired by an ancient Greek myth I had researched when I was in college studying archaeology. When I was writing the lyric, I thought of how the myth relayed back to my own life. Palladium is about protecting the most sacred parts of yourself, which in this case, is my creativity as an artist. Throughout my entire career, I have been told what my music should sound like. And with this song and this album, I cut out all of that noise.

Название песни вдохновлено древнегреческим мифом об Афине-Палладе. Это миф о том, что Троя никогда не могла пасть до тех пор, пока изображение Афины-Паллады хранилось в городе. Город был уязвим только тогда, когда изображения Афины в нём не было. Данная песня — метафора о креативности Ченса: по его словам, он чувствует себя в безопасности, когда сам защищает свои инстинкты и интуицию. Сова, аллегория Афины, изображена на обложке данного музыкального сингла.
После широкого распространения видео, которое сделало Ченса известным, артиста пригласили на «Шоу Эллен Дедженерес» (впервые в мае 2010 года, всего Ченс был гостём её шоу примерно 20 раз), сама Дедженерес стала его продюсером и принимала участие в выпуске нескольких альбомов музыканта. Вскоре их творческие пути разошлись и альбом «Portraits» (2019) Ченс выпускал уже без нее. Позже он работал с продюсером Тедди Гайгер, которая также стала соавтором некоторых его песен.
По словам музыканта он хотел отвлечься от того, что происходит на Spotify, TikTok и других соцсетях; он хотел быть полностью независимым от чужого мнения (до какой степени музыка должна быть «коммерческой», до какой степени написанная песня будет хорошо продаваться, соответствовать последним веяниям в обществе и проч.) и выпустить альбом, который устраивал и нравился бы в первую очередь ему самому. Работа над альбомом «Palladium» полностью финансировалась самим музыкантом, поэтому конечный продукт, по его словам, его полностью устроил и он очень им гордится.
Ченс также отказался от дуэтов и приглашённых артистов при записи альбома «Palladium». Это решение музыкант принял намеренно, чтобы показать, что этот альбом — это именно его личная музыка. Такая же, как была в альбоме «Portraits» (2019). Ченс хотел представить себя публике заново на этом диске.
Песня была записана в Нашвилле, Теннесси.

## Выступления в поддержку сингла и альбома
Впервые музыкант представил песню публике 4 июня 2022 года на музыкальном фестивале «Outloud Raising Voices» в рамках прайда в городе Западный Голливуд, Калифорния. Через несколько дней, 11 июня Ченс выступил на гала-вечере «The Inaugural World Peace Live performance Fundraiser and VIP Masquerade Gala» в Casa Casuarina, также известном как «Поместье Версаче» (Майями, Флорида): целью мероприятия был сбор средств для помощи украинским беженцам, пострадавшим в ходе войны. Летом этого же года Ченс отправляется в гастрольный тур по Европе, где представит заглавный сингл и другие песни из нового альбома. После этого артист вернётся с гастролями в США.
24 июня 2022 года Ченс стал гостем в шоу «The Travis Mills Show» (эпизод № 281) на Apple Music. В рамках шоу музыкант исполнил новый сингл.

## Форматы
Сингл был выпущен в формате цифровой дистрибуции и потокового вещания.
1. «Palladium» (4:07)

## Отзывы критиков
- Журнал «Los Angeles Blade» отмечает, что «Palladium» «безупречно передает необработанное, душевное и полностью отточенное вокальное мастерство Ченса», обращаясь к той самой силе, что прославила «вундеркинда на фортепиано»[1].
- По мнению автора журнала «Elle» Сэмьюэла Мода, данный альбом ушёл слишком далеко от предыдущей работы музыканта, «Trophies» (2021). Если «Trophies» «прочно сидели в поп-сфере», то «Palladium» — это не шаблонная поп-музыка, «необработанный продукт»[6].
- Джимми Трамел, обозреватель тальсовской газеты «Tulsa World» отмечает возможности Ченса «написать хорошо сложенную, крафтовую, меланхоличную песню»[12].